# Vacoa
Pandanus utilis
Espèce

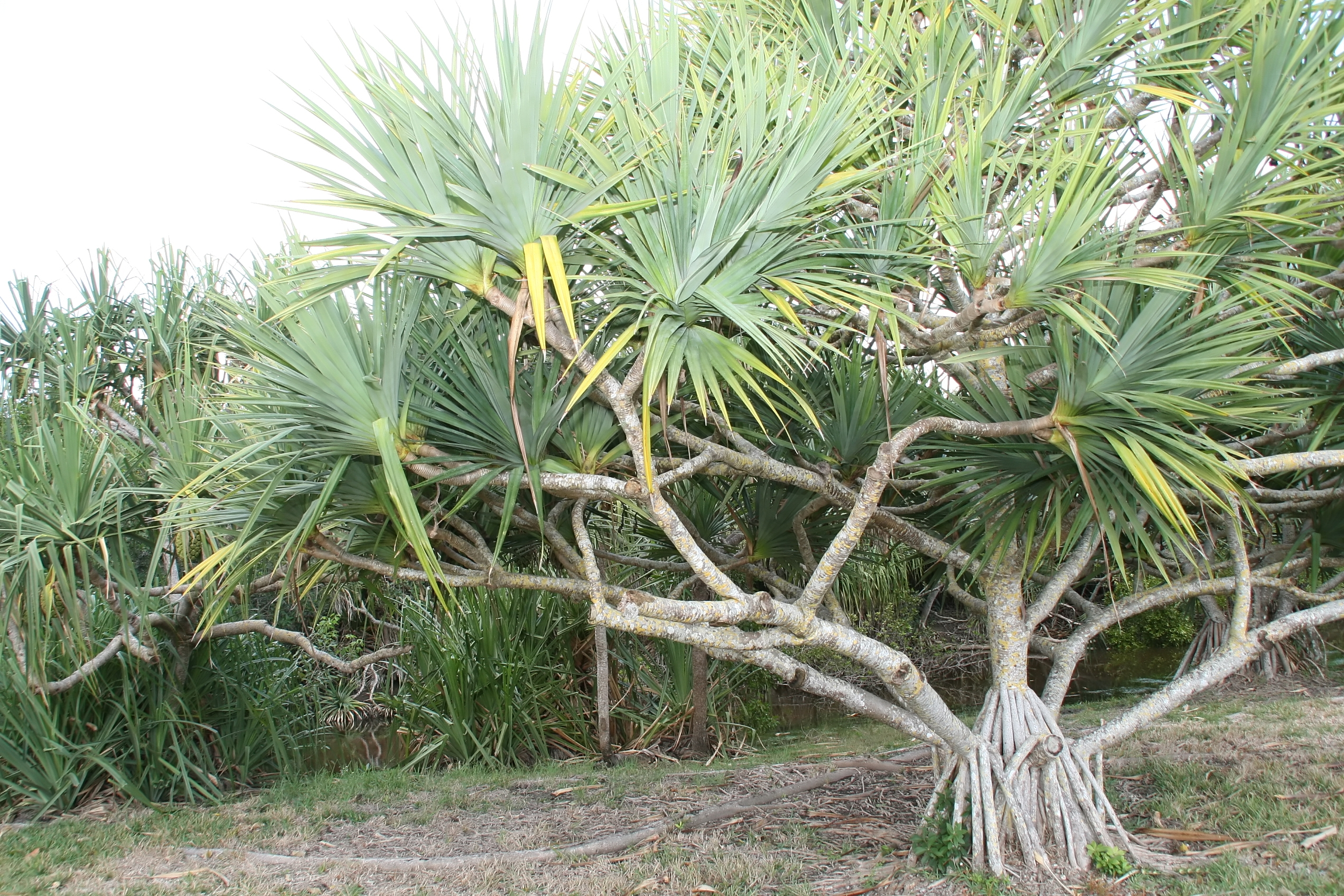
Pandanus utilis âgé, avec de nouvelles branches en bas du tronc.

Le vacoa (Pandanus utilis) est une plante de la famille des Pandanacées. Il s'agit d'une angiosperme monocotylédone de taille relativement importante, bien qu'elle ne soit pas un « arbre » à proprement parler. Ce n'est pas un palmier, contrairement à certaines appellations (palmier à vis) : les palmiers sont également des monocotylédones, mais appartenant à la famille des arécacées. L'espèce est vraisemblablement originaire et endémique des Mascareignes (La Réunion, Île Maurice, Rodrigues). 
Le vacoa peut atteindre 15-20 m de hauteur. Il présente des racines adventives aériennes et une infrutescence caractéristique, dont la forme peut rappeler celle de l'ananas. 
Les feuilles sont insérées en spirales au bout de chacune des ramifications. Elles sont lancéolées, coriaces, légèrement épineuses sur les bords et peuvent atteindre 2 m de longueur sur les jeunes pieds et moitié moins sur les pieds adultes. L’espèce est dioïque, c’est-à-dire que les fleurs mâles et les fleurs femelles sont sur des pieds différents.      
Les feuilles de vacoa servirent à La Réunion à la confection d’innombrables ballots qui purent contenir haricots, céréales, café, épices, sucre (aux diverses époques de l’histoire agricole). De nos jours, l’accent est mis sur divers objets de vannerie, sacs à main, porte-courrier, corbeille, souvenirs pour touristes. Le fruit composé, ou pimpin à La Réunion, est consommé après cuisson.

## Autres noms vernaculaires

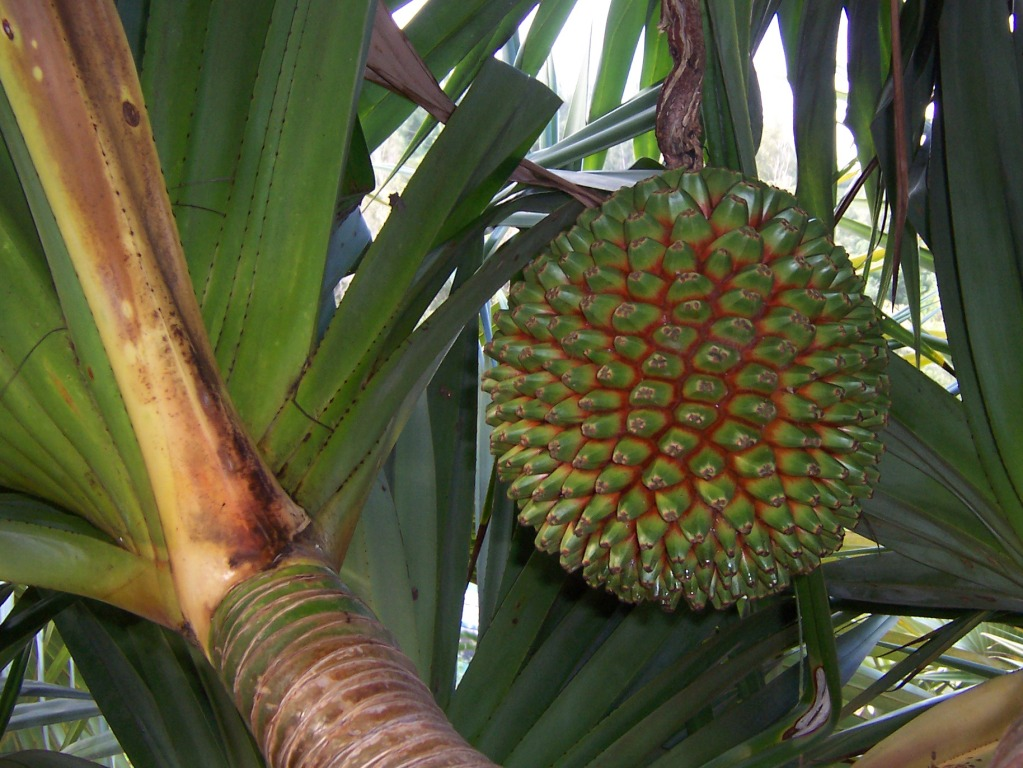
Fruit de la vacoa (Pandanus utilis) sur l'ile de la réunion.

Vacois, vaquois, baquois, palmier à vis, pimpin (à La Réunion).
D’abord écrit baquois (1775), puis vaquois (1782) est un emprunt au malgache vakoa.
Le mot vacoa seul, ou complété par « bord de mer », désigne le plus souvent la plante Pandanus utilis. Plusieurs autres espèces du genre Pandanus peuvent également être appelées vacoa, avec généralement un complément de nom : vacoa des hauts (Pandanus purpurescens), vacoa des montagnes (Pandanus montanus), petit vacoa (Pandanus sylvestris), vacoa parasol (Pandanus heterocarpus), etc.
La ville de Vacoas-Phœnix à Maurice a été baptisée ainsi en raison de la présence à l'origine de peuplement naturels de diverses espèces indigènes de vacoas, de même que le lac de cratère dit la Mare aux Vacoas.

## Nomenclature et étymologie
L’espèce a été décrite la première fois sous le nom de Pandanus utilis par le naturaliste et officier Jean-Baptiste Bory de Saint-Vincent, qui en 1800, s’est joint comme botaniste en chef à l’expédition scientifique en Australie à bord de la goélette Le Naturaliste. Dans son ouvrage Voyage dans les quatre principales îles des mers d'Afrique(1804), tome 2, il indique que « Le vacoi dont il est question, est un arbre précieux pour Bourbon et pour l’Ile-de-France...Des racines qui partent extérieurement et à la base du tronc, lui sont parallèles ; elles sont cylindriques, couvertes d’une écorce fine et polie, longues souvent de plus d’un pied, et d’un pouce au plus de diamètre. Des racines pareilles qui partent quelquefois des fourches des rameaux, ont une figure indécente [démesurée]...les rameaux sont ternés, et se fourchent ensuite ; les feuilles naissent aux extrémités ; elles y sont disposées en spirale, très longues, ensiformés, blanchâtre à leur insertion.. ». Jean-Baptiste Bory donne aussi des informations intéressantes sur sa culture et ses utilisations (voir ci-dessous).
Le nom de genre Pandanus est un mot dérivé du malais pandang, de même sens et du suffixe latin -us terminant les substantifs.  
L’épithète spécifique utilis est un adjectif latin signifiant « utile » (à quelqu’un).

## Synonymes
Selon POWO :

### Synonymes homotypique
- Pandanus sativus Thouars in Bull. Sci. Soc. Philom. Paris 1(11): 3 (1808), nom. illeg.

### Synonymes hétérotypiques
Powo cite 21 synonymes
- Hasskarlia globosa (Hassk.) Walp. in Ann. Bot. Syst. 1: 753 (1849)
- Marquartia globosa Hassk. in Flora 25(2 Beibl.): 14 (1842)

etc.

## Description
Le vacoa est un « arbre » dressé, de 15 à 20 m de hauteur, très ramifié dans la partie supérieure, les branches terminées par des touffes de feuilles ascendantes. Le tronc et les branches portent des cicatrices foliaires annulaires.
Les feuilles sont insérées en hélice sur 3 rangs, groupées à l’extrémité des branches, à limbe linéaire. Elles peuvent atteindre 2 m de longueur sur les jeunes pieds, et moitié moins sur les pieds adultes, de 6–10 cm de largeur, vert foncé à plus ou moins glauque ; le limbe se rétrécissant en une longue pointe à apex, bords et côtes dessous brun rougeâtre avec de nombreuses épines pointues, ascendantes, rougeâtres, de 1–4 mm de long, raides, dressées, avec de nombreuses nervures longitudinales parallèles.
Les fleurs sont fonctionnellement unisexuées et sans périanthe. L’espèce P. utilis est dioïque, c’est-à-dire que les fleurs mâles et les fleurs femelles sont sur des pieds différents. Les inflorescences mâles sont de grands spadices de 50–80 cm de longueur,  à l'aisselle d'une spathe pâle, avec de nombreuses étamines groupées en fascicules de 6-10 et des filets soudés en colonne grêle, de 10–12 mm, marron à pourpre sombre ; la partie libre des filets longue de 5–6 mm. Épis blanc jaunâtre, odorant. Les inflorescences femelles sont des spadices contractés, avec des fleurs femelles à ovaire 3–8-loculaire couronné par un stigmate sessile . Les carpelles des différentes fleurs femelles vont ensuite se développer et se rapprocher les uns des autres et finir par fusionner en un syncarpe - un fruit composé issu d'une seule fleur, résultant de la fusion de plusieurs carpelles.
L’infrutescence est un syncarpe de forme et de taille variable, atteignant 20 cm de diamètre, pendants, trigones-globuleux ou oblongs. Elle porte 100 à 200 drupes, de 3–3,5 cm de longueur sur 2,5–4 cm de largeur, libres sur la moitié de la longueur ; la partie libre est en forme de dôme, vert sombre brillant, entouré d’une bande rouge pourpre à la base. À La Réunion, le fruit composé (infrutescence) est appelé pimpin.
Le vacoa fleurit généralement entre avril et juillet à La Réunion. Chaque inflorescence femelle est suivie par la formation d’un fruit composé qui mûrit environ un an après la pollinisation.

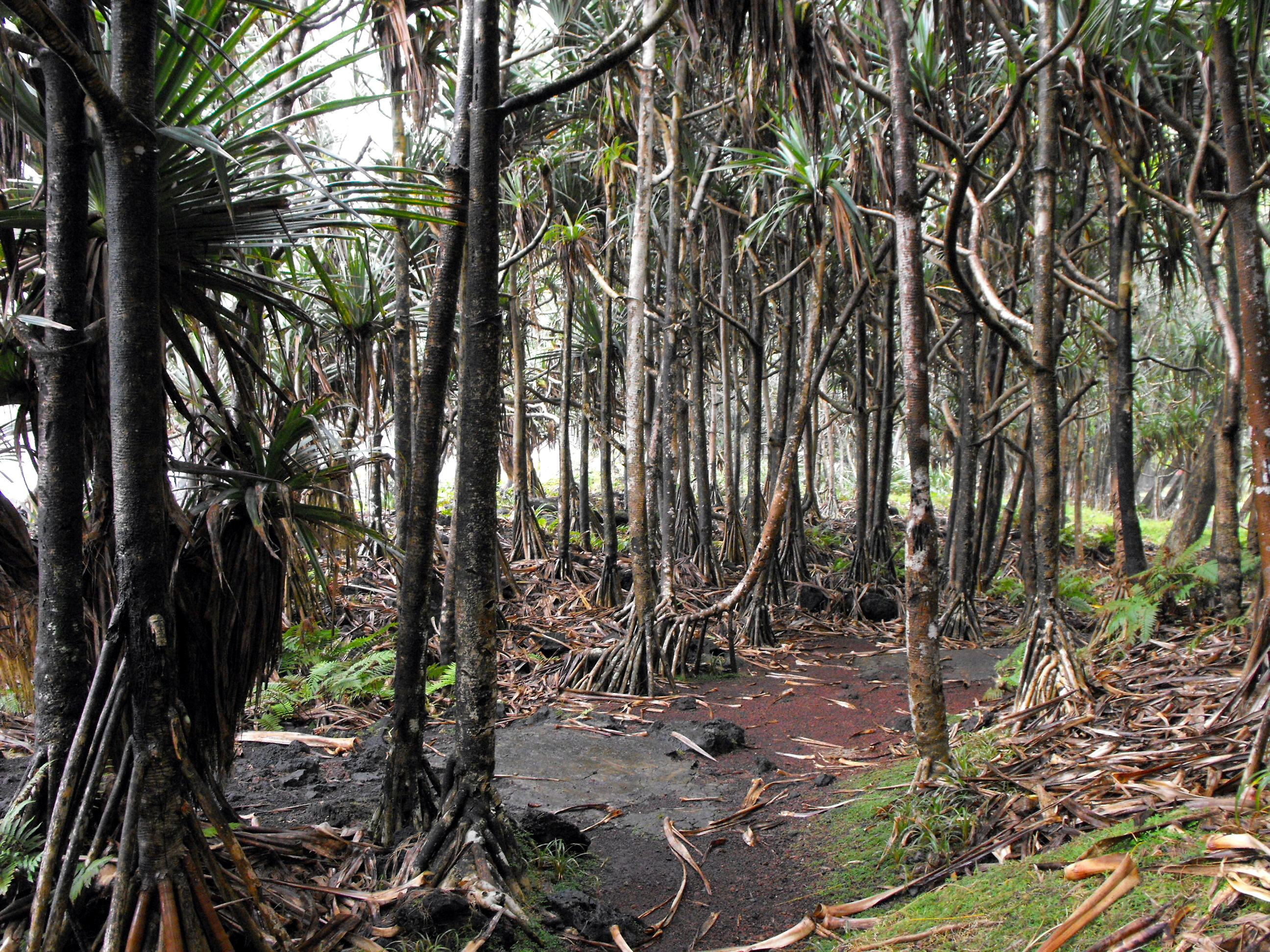
Forêts de vacoas, La Réunion
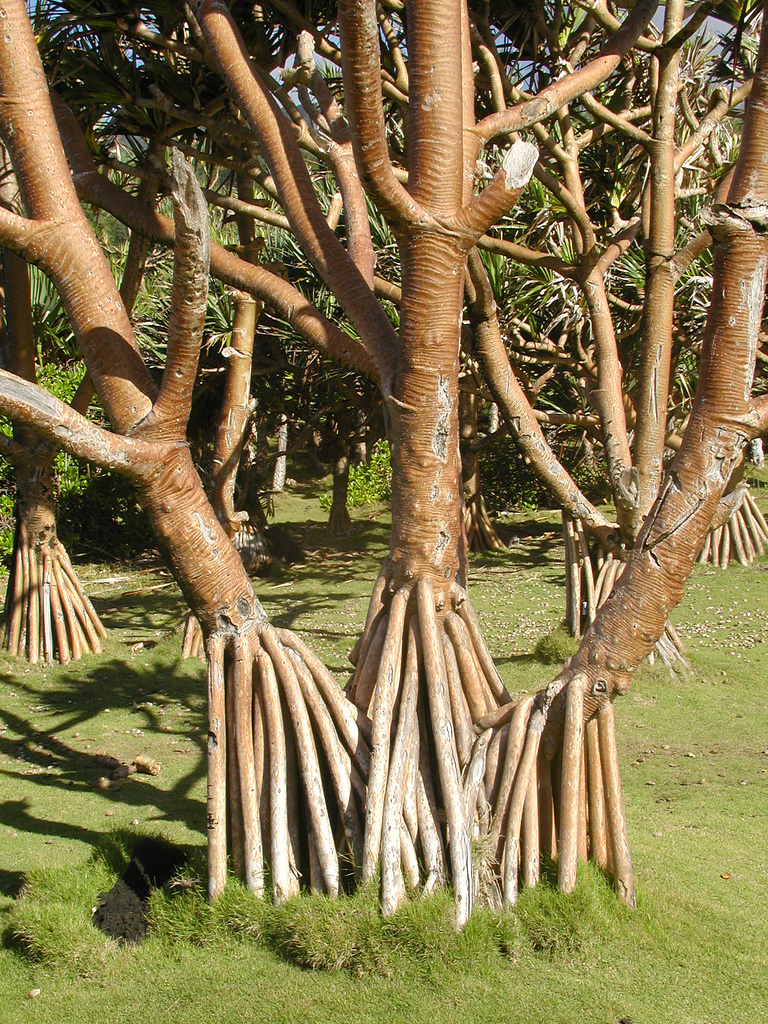
Racines
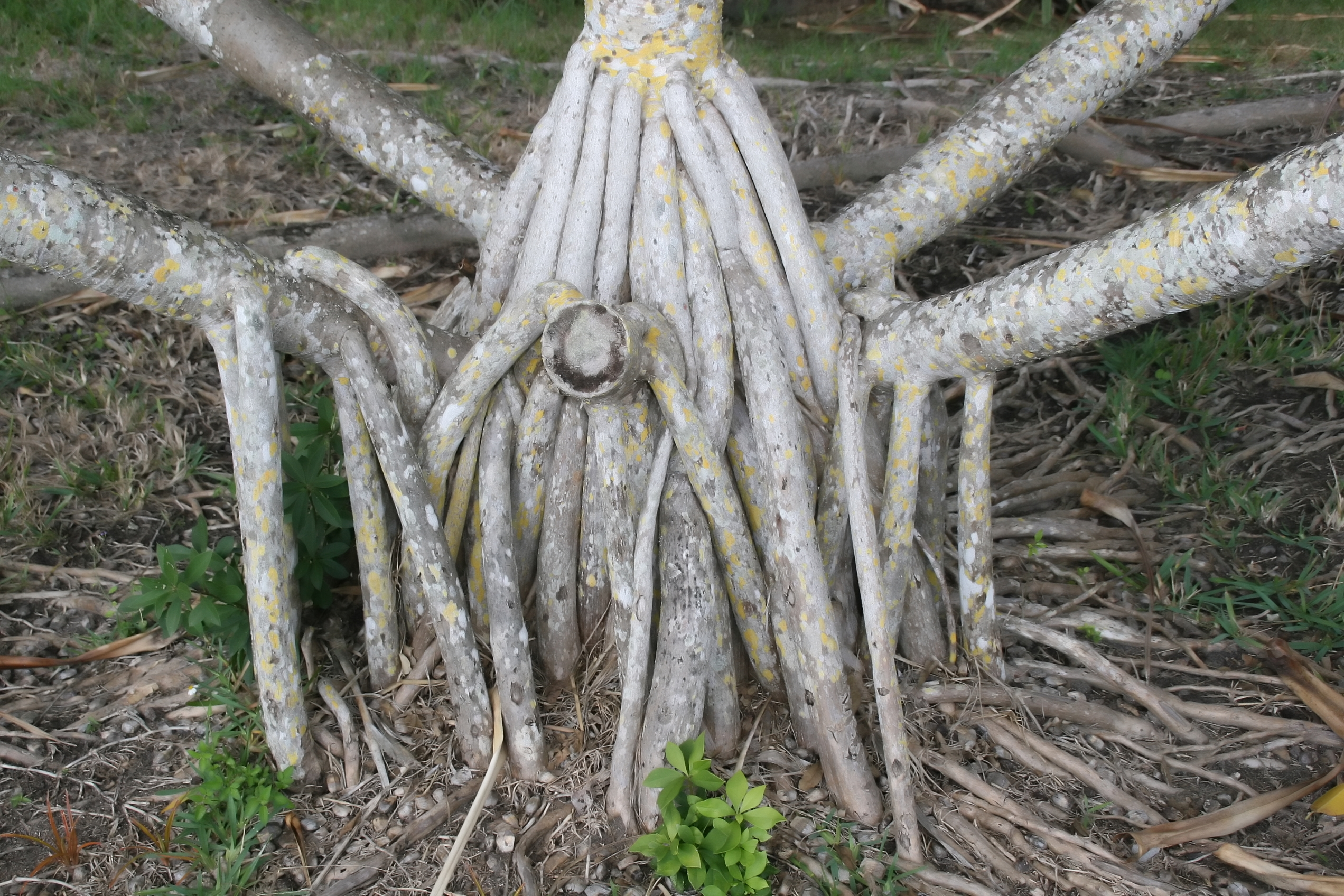
Sur un sujet âgé, le nouvelles branches naissent en bas
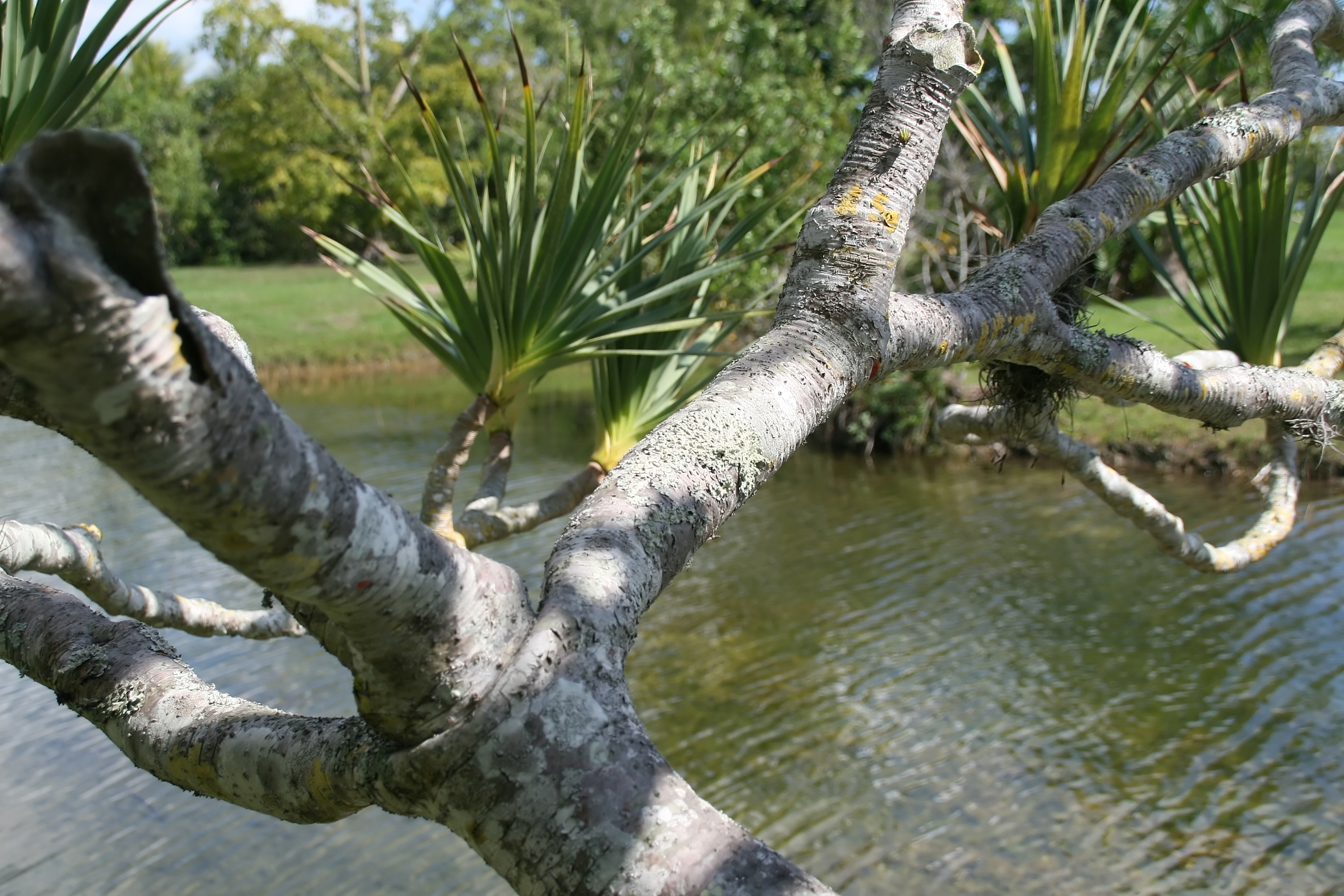
Division en trois

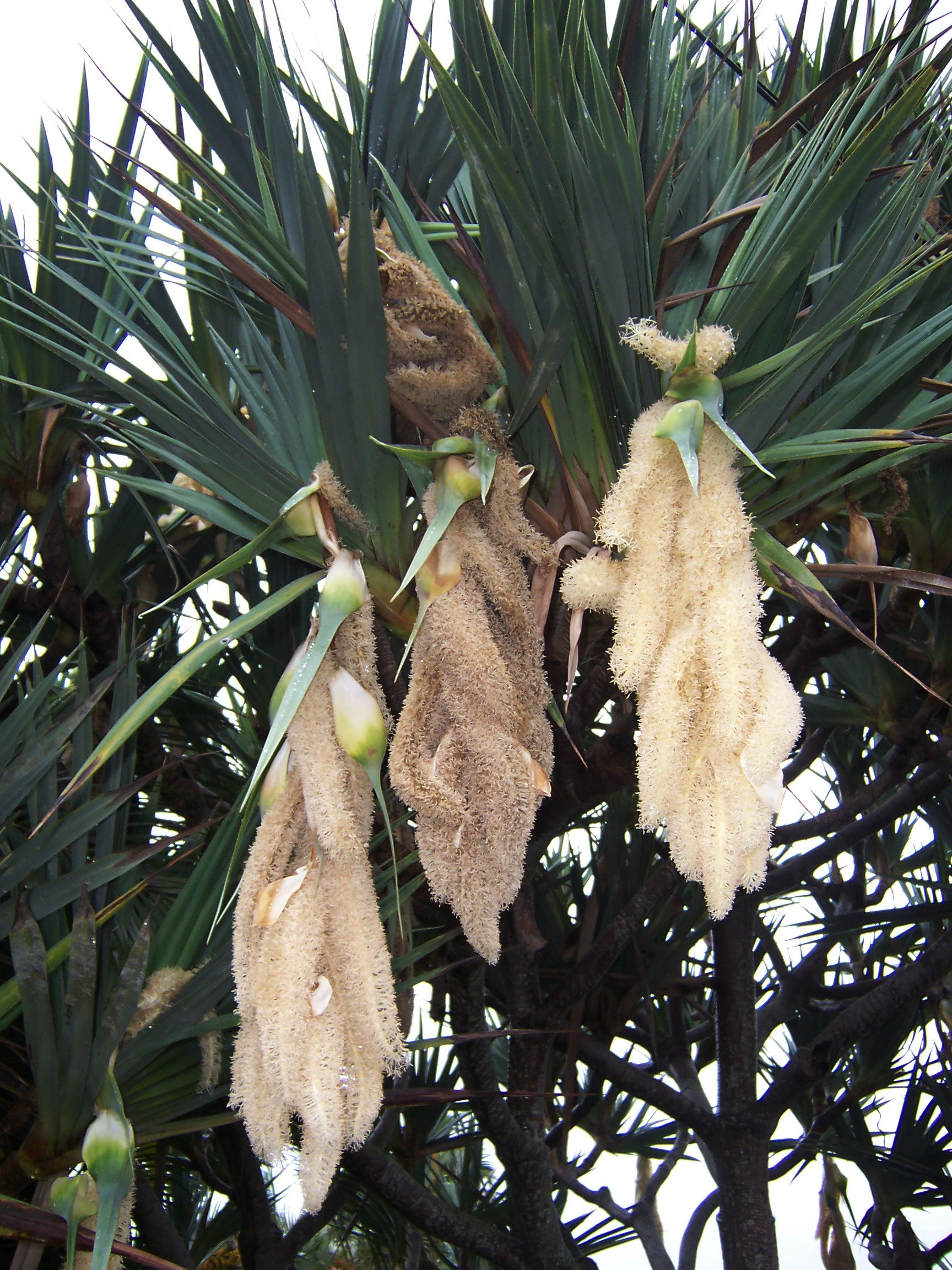
Inflorescences mâles
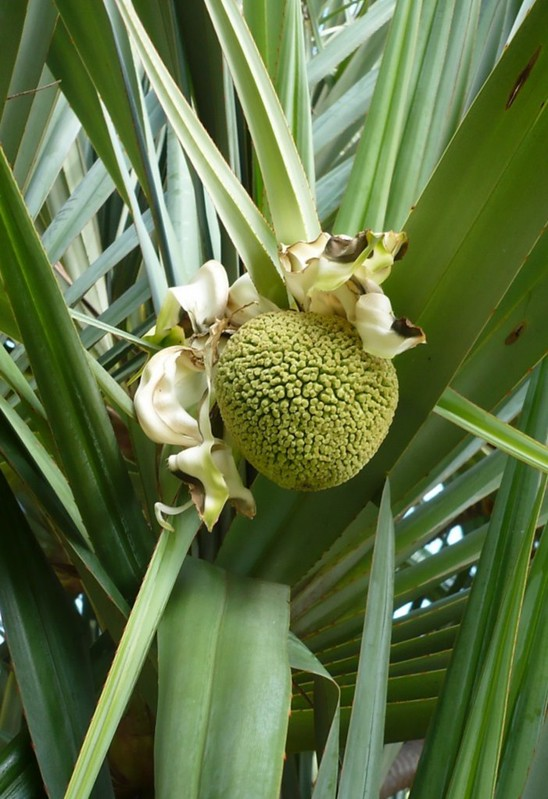
Inflorescence femelle
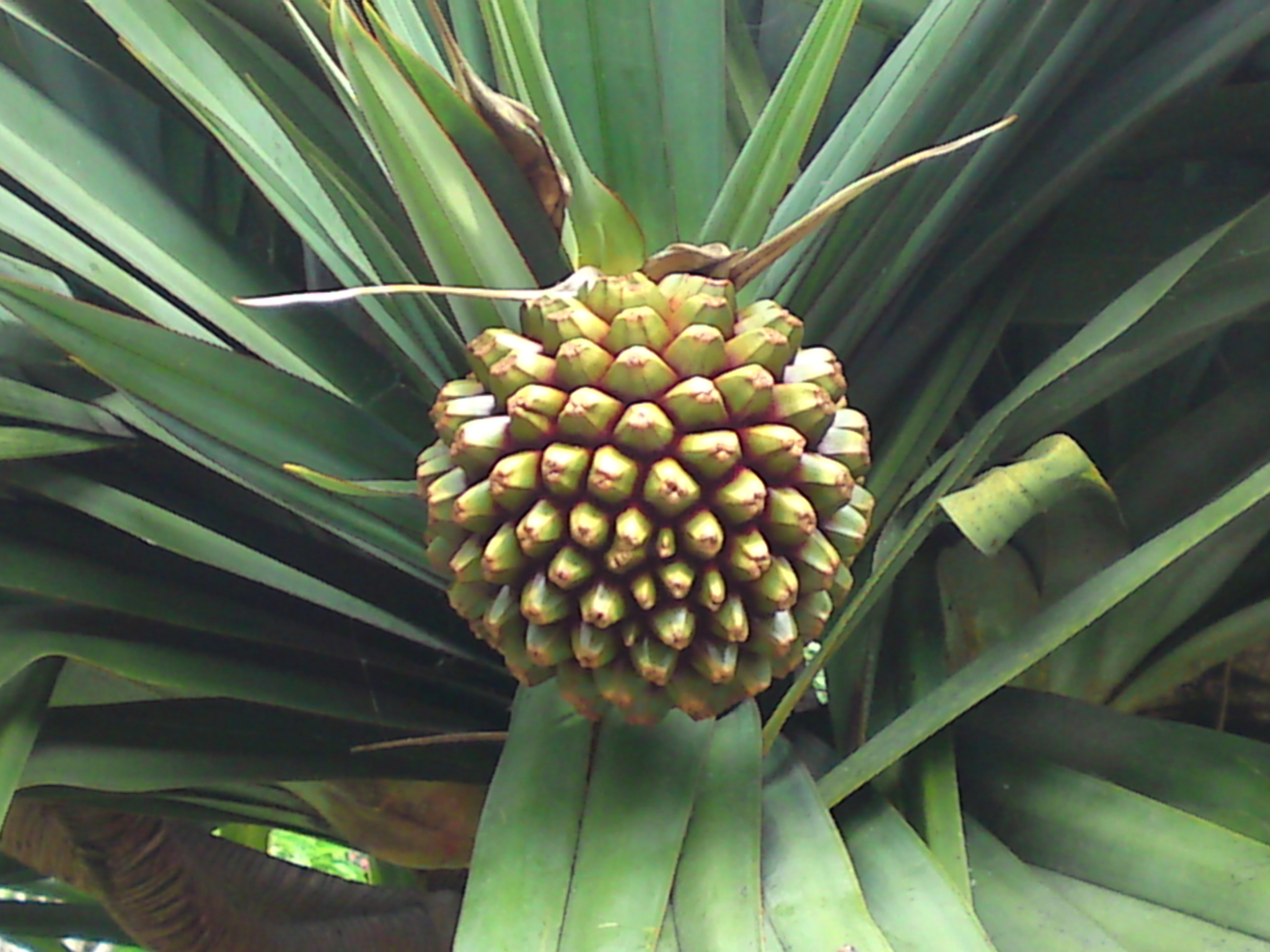
Infrutescence (fruit composé)
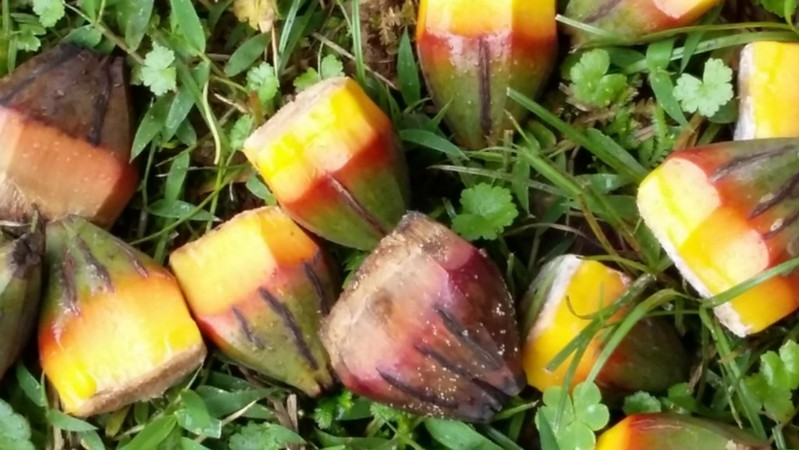
Drupes (fruits simple) de vacoa

## Origine et distribution

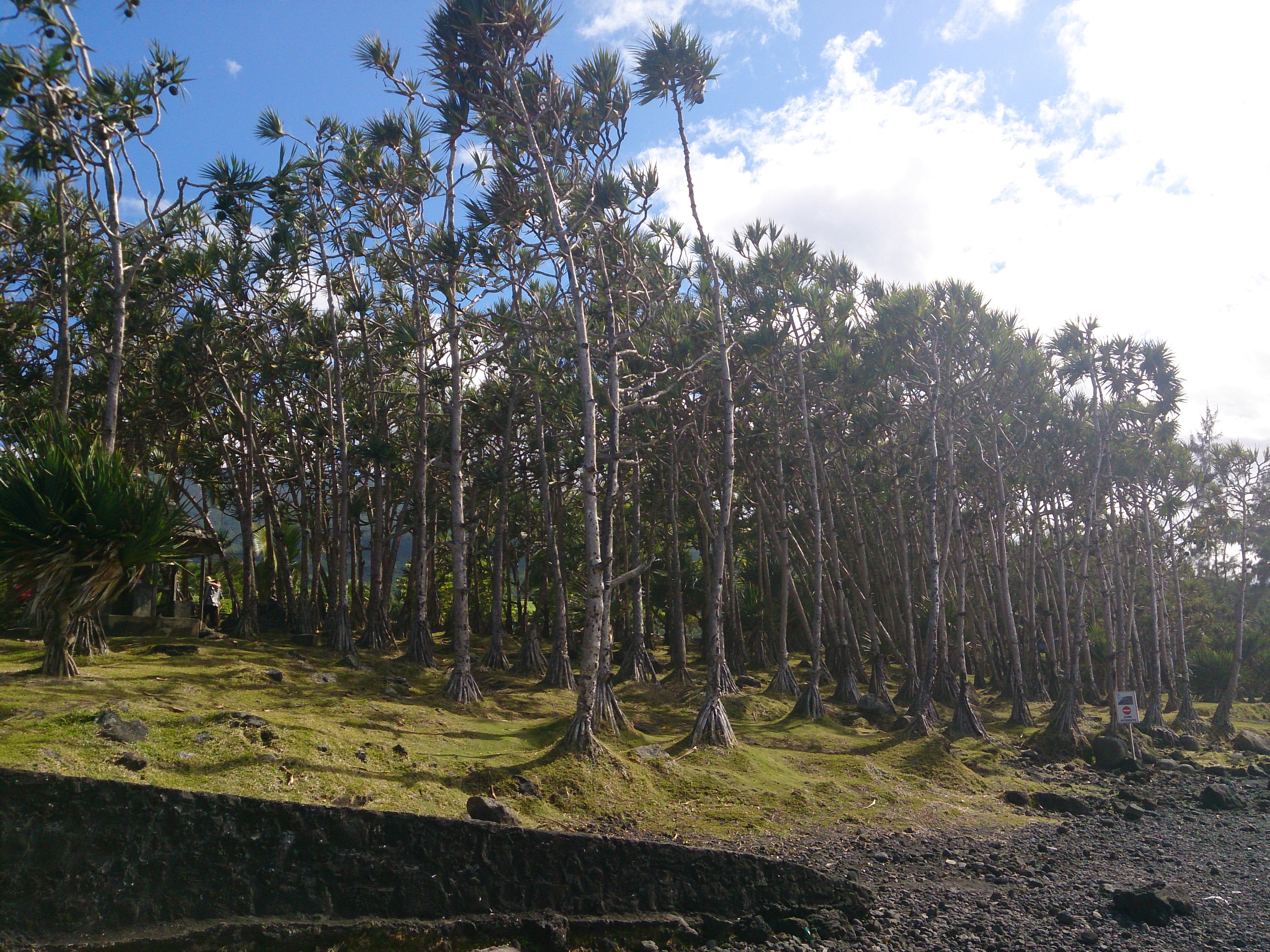
Forêt de vacoas (La Réunion)

Pandanus utilis est vraisemblablement originaire et endémique des Mascareignes (La Réunion, Île Maurice, Rodrigues).
Il a été introduit dans de nombreuses îles (Île de l'Ascension, Bermudes, Comores, Cuba, Jamaïque, Îles Sous-le-Vent (Antilles), Îles du Vent (Antilles), Puerto Rico, Seychelles).
On le trouve aujourd'hui cultivé dans les jardins de toutes les régions tropicales, en Afrique (au Sénégal, au Bénin, en Tanzanie, au Zimbabwe, au Mozambique, à Madagascar, à la Réunion et à Maurice), dans les îles du Pacifique Sud et dans les Caraïbes, au Brésil, en Inde, Indonésie et jusqu'au sud de l'Espagne (Malaga).

## Habitat, écologie
C'est une plante qui pousse sur les sols drainants. On la trouve le plus souvent en bordure des rivages marins ; elle tolère le sel. C’est une espèce côtière type, particulièrement bien adaptée à l’action des embruns.

## Utilisations
Le vacoa était à l'origine planté pour son utilité alimentaire et artisanale. En 1804, Jean-Baptiste Bory indique comment la culture du vacoa et du café étaient intimement liés:
« On plante les vacoas en bordure, et l’on coupe [au] ras des tiges, les feuilles lorsqu’elles sont dans leur plus grande vigueur: séchées et fendues, ces feuilles servent à faire des nattes grossières, souvent très grandes, sur lesquelles on fait sécher le café. On en fait aussi des sacs solides, appelés sésies par les noirs, et qu’on emploie pour emballer le café marchand, dont ils comportent cent livres.
Sans le vacoa, il eût été très difficile aux habitants de Mascareigne de trouver une manière économique d’emballer et de transporter leur denrées principales ; et la culture du café nécessite celle du vacoa ».
Les feuilles sont utilisées pour la couverture des toits ou pour la vannerie. Elles ont aussi servi à fabriquer des sacs à café puis des sacs à sucre. Pour cela, elles sont séchées, ramollies dans l'eau puis exposées au soleil. À La Réunion, le sac à dos traditionnel (le bertel) est fabriqué en feuilles de vacoa. Pour perpétuer cette pratique, des ateliers de tressage du vacoa sont organisés sur toute l'île, notamment au phare de Sainte-Suzanne par l'office de tourisme Nord, par l'association Autour du Vacoa à Saint-André ou encore l'association des pêcheurs de la rivière des roches à Saint-Benoit dans l'est et à Saint-Joseph par l'association Sud Vacoa. Outre les sacs à dos, des paniers, des corbeilles, des étuis et divers objets sont tressés.
L’extrémité fibreuse des racines-échasses a été utilisée comme brosse, et la décoction de racines était utilisée contre les maladies vénériennes.
À Madagascar, les feuilles de vacoa sont utilisées, pour la fabrication de toitures et pour la production de cordes, de paniers, de nattes, de chapeaux, de napperons et de filets. Elles peuvent aussi servir à fabriquer du papier.
Les fruits, nommés « pimpins » à La Réunion, sont comestibles et riches en amidon. Ils sont consommables après cuisson. Ils sont toujours consommés dans le sud-est asiatique ainsi qu'à La Réunion, où ils peuvent par exemple servir à préparer des achards. Il est très bon dans le boucané. Le cœur des bourgeons terminaux, nommé « choux de vacoa » râpé et blanchi à la vapeur peut également être préparé en salades. Les inflorescences mâles se consomment aussi cuites.
Le vacoa est une plante ornementale bien connue dans de nombreuses régions tropicales et subtropicales.
Dans l’île Maurice, l'expansion de l'industrie touristique fournit une demande considérable de produits artisanaux locaux à base de Pandanus utilis et d'autres plantes à fibres, telles que le choca vert (Furcraea foetida L.) Haw. et le palmier-dattier (Phoenix dactylifera L.).

## Informations complémentaires
- (fr + en) ITIS : TSN 504096